# Vera Xvetsova
Vera Xvetsova (Vólogda, URSS, 1929) és una ballarina i professora de dansa clàssica.
Es va formar amb Agripina Vagànova. Va treballar com a professora a diverses escoles, conservatoris i acadèmies de dansa, en diversos països, com Polònia, Alemanya, Hongria i Belarús, entre les quals destaca l'Escola Estatal de Ballet i Coreografia de Minsk. Va ballar al Teatre Mali de Sant Petersburg (Rússia) i en el Gran Teatre d'Òpera i Ballet de Riga (Letònia). Entre els seus alumnes es troben Tatiana Stepànova, Andrei Rimashevsky i Liliya Ruhukya entre d'altres.